# Heeze-Leende
Heeze-Leende ( udtale ?; Brabantsk: Héésj-Lint) er en kommune og en by i den sydlige provins Noord-Brabant i Nederlandene.

## Kernerne
- Bruggerhuizen
- Euvelwegen
- Heeze (Rådhus)
- Heezerenbosch
- Kerkhof
- Kreijl
- Leende
- Leenderstrijp
- Oosterik
- Rul
- Sterksel
- Ginderover
- Strabrecht
- Ven.